# Mallinella dambrica
Mallinella dambrica är en spindelart som beskrevs av Ono 2004. Mallinella dambrica ingår i släktet Mallinella och familjen Zodariidae.
Artens utbredningsområde är Vietnam. Inga underarter finns listade i Catalogue of Life.